# Stephen Frey
Stephen W. Frey (...) è uno scrittore statunitense.
Scrive romanzi ambientati nel mondo della finanza, settore dove ha lavorato prima di dedicarsi a tempo pieno all'attività di romanziere.

## Opere
- La scalata (The Takeover)[2] (1995)
- Il fondo avvoltoio (The Vulture Fund)[2] (1996)
- Il santuario (The Inner Sanctum )[2] (1997)
- L'eredità (The Legacy)[2] (1998)
- The Insider (1999)
- Trust Fund (2001)
- The Day Trader (2002)
- Silent Partner (2003)
- Shadow Account (2004)
- The Chairman (2005)
- The Protégé (2005)
- The Power Broker (2006)
- The Successor (2007)
- The Fourth Order (2007)
- Gioco al massacro (Forced Out)[2] (2008)
- Hell's Gate (2009)
- Heaven's Fury (2010)